# Okręty podwodne typu Skipjack
Okręty podwodne typu Skipjack – sześć amerykańskich okrętów podwodnych z okresu zimnej wojny, skonstruowanych i przeznaczonych do zwalczania radzieckich okrętów podwodnych. Skipjack był pierwszym typem okrętu myśliwskiego (SSN) od początku konstruowanym jako okręt o napędzie atomowym i pierwszym łączącym napęd jądrowy z hydrodynamicznie zoptymalizowanym kadłubem typu albacore o kształcie zbliżonym do kształtu kropli. Jednostki te były najszybszymi okrętami podwodnymi marynarki amerykańskiej do czasu wejścia do służby dwadzieścia lat później okrętów typu Los Angeles. Okręt prototypowy tego typu – USS „Skipjack” – był pierwszym okrętem podwodnym, w którym stery głębokości przeniesiono z dziobu na kiosk. Z trzecim okrętem tego typu – USS „Scorpion”, który zatonął w do dziś niewyjaśnionych okolicznościach około 650 kilometrów na południe od Azorów – wiąże się jedna z największych tragedii w historii amerykańskiej marynarki wojennej. Najważniejszymi zaletami tych jednostek były bardzo duża prędkość i manewrowość, okręty te były jednak zbyt głośne, co zdecydowało o rezygnacji z kontynuowania ich budowy na rzecz innych typów okrętów.

## Geneza
Po II wojnie światowej stało się jasne, że nowoczesne okręty podwodne, o charakterystykach zbliżonych do niemieckiego typu XXI, mogą pokonać eskortę i prawdopodobnie zniweczyć taktykę konwojów. Jedną z najlepszych odpowiedzi na takie zagrożenie wydawały się ataki na okręty podwodne w pobliżu ich baz i przeprowadzane z lotniskowców ataki na same bazy. Taka taktyka mogła mieć zastosowanie w dobie okrętów z napędem diesel-elektrycznym, ponieważ jednostki tego rodzaju w drodze do rejonów patroli musiały płynąć blisko powierzchni, korzystając z chrap, płynące w ten sposób okręty były zaś bardzo głośne i z punktu widzenia kontroli ognia niczym nie różniły się od celów nawodnych. Nowe amerykańskie sonary pasywne, zdolne do ich wykrycia i precyzyjnego śledzenia, jawiły się w tej sytuacji właściwą odpowiedzią. Sytuacja zaczęła się jednak pogarszać wraz z postępującym szybko zaognieniem stosunków Zachodu ze Związkiem Radzieckim. US Navy przypuszczała, że ZSRR rozpoczął masowa produkcję odpowiednika typu XXI, a w 1948 roku jeden z sowieckich admirałów ogłosił zamiar budowy 1200 okrętów podwodnych.
W 1950 roku w studium bezpieczeństwa transportu międzynarodowego w przyszłej wojnie (Raport Hartwella) oceniano, że ZSRR będzie budował około stu okrętów podwodnych rocznie, a także – podobnie jak Stany Zjednoczone – rozwijał broń nuklearną do ataku na okręty i bazy morskie. Inne dane wywiadowcze z tego okresu sugerowały, że masowej produkcji jeszcze w Związku Radzieckim nie rozpoczęto, co jednak mogło być interpretowane jako oczekiwanie w tym kraju na opanowanie lepszych od typu XXI technologii okrętów typu XXVI. W rzeczywistości sowiecki odpowiednik typu XXI – prototyp okrętu projektu 613 (kod NATO: Whiskey) pojawił się w 1949 roku, trzy lata później natomiast do służby zaczęły wchodzić okręty projektu 611 (NATO: Zulu) o większym zasięgu. Według oficjalnych amerykańskich szacunków z 1954 roku, Związek Radziecki miał 345 okrętów, z czego jednak tylko 47 stanowiących ekwiwalent amerykańskich okrętów standardu GUPPY (Whiskey i Zulu) i 83 konwencjonalnych okrętów podwodnych (dziewięć z chrapami). Od tego momentu tempo radzieckiej produkcji rosło, nigdy jednak nie osiągnęło przewidywanej stopy produkcji stu i więcej jednostek rocznie. W 1956 roku Stany Zjednoczone szacowały, że ZSRR wybudował 160 okrętów podwodnych, jednakże jedynie 76 jednostek ukończono w tym szczytowym dla tempa produkcji roku. Po zamówieniu 236 okrętów typu Whiskey Nikita Chruszczow drastycznie obciął program, kontynuując budowę jedynie następców jednostek Zulu – okrętów dalekiego zasięgu projektu 641 (NATO: Foxtrot), o czym nie wiedziano na Zachodzie. Do tego momentu radziecki program konstrukcji okrętów myśliwskich z napędem atomowym był już w zaawansowanym stadium, co stanowiło prawdziwe zagrożenie.

### Kryzys zwalczania okrętów podwodnych
W 1945 roku zmierzająca do budowy szybkich okrętów podwodnych marynarka amerykańska bliższa była koncepcyjnie niemieckiemu projektowi okrętów podwodnych typu XXVI niż konstrukcji pływających już niemieckich jednostek typu XXI. Wielkim zaskoczeniem dla projektantów okrętów US Navy okazało się jednak to, jak dużo Niemcom brakowało do realizacji projektu budowy jednostek typu XXVI, przedstawianych przez tych ostatnich jako „niemal gotowych”. W rzeczywistości bowiem Niemcy nie mieli odpowiedniej maszynerii dla tak zaawansowanych okrętów, przede wszystkim jednak – nie mieli niezbędnej dla tego projektu wiedzy z zakresu hydrodynamiki. Zespoły napędowe przewidziane dla szybkich niemieckich okrętów podwodnych po badaniach w Naval Engineering Experimental Station w Annapolis okazały się technicznie zbyt mało wydajne, a nawet niebezpieczne, gdyż ich projekt odzwierciedlał pośpiech towarzyszący ich powstawaniu.

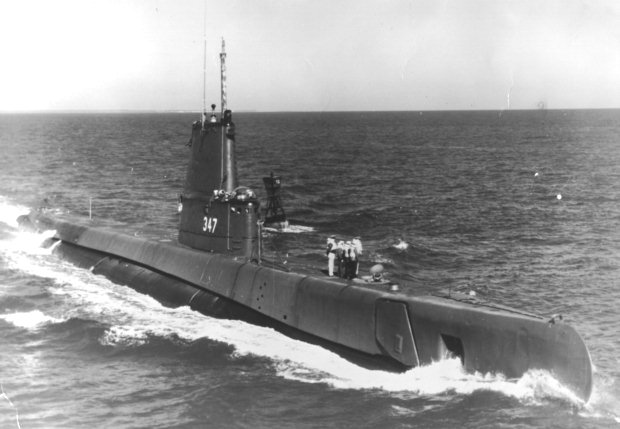
USS „Cubera” po modernizacji GUPPY II

Z tego względu projektanci Biura Okrętów (Bureau of Ships – BuShips), odpowiedzialnego za budowę okrętów dla US Navy, zdecydowali się na poszukiwanie innych niż turbina Waltera alternatyw napędu. Jeszcze większy problem stwarzały kwestie związane z hydrodynamiką. Projektanci okrętów III Rzeszy dumni byli z możliwości testowania zaawansowanych kadłubów okrętów podwodnych w tunelu aerodynamicznym, wkrótce po wojnie okazało się jednak, że ich wiedza na temat hydrodynamiki okrętów tej klasy była w najlepszym wypadku powierzchowna. Kształt kadłuba niemieckich szybkich okrętów zdeterminowany był przez wewnętrzny układ „ósemki” w celu pomieszczenia w dolnej części zapasu nadtlenku wodoru (perhydrolu), skutkiem czego był znacznie bardziej głęboki niż szeroki, w istocie był jedynie racjonalizacją, a nie optymalizacją. Na dodatek Niemcy natknęli się na problem niestabilności okrętu przy wysokich prędkościach podwodnych, z którym do końca wojny nie byli w stanie sobie poradzić. Bez rozwiązania tego problemu, bez względu na zastosowany układ napędowy, nie jest możliwe zbudowanie dającego się operacyjnie wykorzystać szybkiego okrętu. Aby zaradzić wszystkim problemom, związanym z potrzebą zapewnienia amerykańskiej marynarce wojennej okrętów zdolnych rozwijać pod wodą bardzo duże prędkości, US Navy podjęła szereg zakrojonych na szeroką skalę programów rozwojowych w różnych dziedzinach nauki i inżynierii. W ramach serii programów GUPPY (Greater Underwater Propulsion Power Program) rozważano napęd za pomocą różnych rodzajów siłowni, w tym systemu Waltera z wewnętrzną komorą cyklu kondensacji (Alton), zewnętrznej komory cyklu kondensacji (Elis), turbiny gazowej w cyklu półzamkniętym (Gentry i Wolverine), turbiny gazowej i silnika Diesla w obiegu zamkniętym (Gumbo). Równolegle od kilku już lat trwał program konstrukcji i budowy napędowego reaktora nuklearnego (Genie).
Od 1946 roku największe nadzieje pokładano w siłowni jądrowej, jednakże w późnych latach 50. pojawiły się nowe opcje w postaci ogniw paliwowych (fuel cell – pierwotnie zwanych primary battery) i silnika Stirlinga. Ostatnie z nich nie mieściły się jednak w programach prac nad napędem BuShips w roku 1946. Obok programów nowych napędów dotychczasowych okrętów ujętych w programach GUPPY, coraz większego znaczenia nabierał zapoczątkowany już w 1939 roku amerykański program napędu jądrowego. Napęd tego rodzaju stwarzał potencjał nieosiągalnej dla innych rodzajów napędu mocy oraz – z technicznego punktu widzenia – w praktyce całkowitej niezależności okrętu od świata zewnętrznego.
Innym polem badań stała się dla amerykańskiej marynarki kwestia hydrodynamiki okrętów podwodnych oraz ich układów sterowania i kontroli. Prace w tych sferach powierzone zostały laboratorium David Taylor Model Basin. Szybko okazało się, jak niewiele w praktyce wiadomo na temat oporów w wodzie przy wysokich prędkościach, stąd też badania skupiły się pierwotnie na określeniu fundamentalnych praw rządzących oporami podwodnymi. Prowadzone w instytucie badania nie rozwiązały jednak problemu kontroli nad okrętami podwodnymi. W 1949 roku, w trakcie poświęconego hydrodynamice obiektów zanurzonych w wodzie panelu naukowego z udziałem przedstawicieli Narodowej Akademii Nauk Stanów Zjednoczonych, zaproponowano budowę eksperymentalnej jednostki podwodnej, odpowiednika maszyn lotniczej serii X, która posłużyłaby do praktycznych badań nad hydrodynamiką i zagadnieniami kontroli okrętów podwodnych. Propozycja ta doprowadziła do budowy eksperymentalnej jednostki USS „Albacore”, która weszła do służby 6 grudnia 1953 roku. Przeprowadzone przy udziale tego okrętu badania, pomogły określić hydrodynamicznie optymalne z punktu widzenia szybkiego pływania podwodnego cechy kadłuba, a także wskazały sposób rozwiązania problemu niestabilności okrętu przy dużych prędkościach podwodnych. Badany w różnych konfiguracjach kadłuba i napędu „Albacore” okazał się dynamicznie stabilny we wszystkich zakresach prędkości, łatwo zmieniał głębokość, był też łatwiejszy do podwodnego prowadzenia w manewrach pionowych niż okręty z konwencjonalną formą kadłuba.

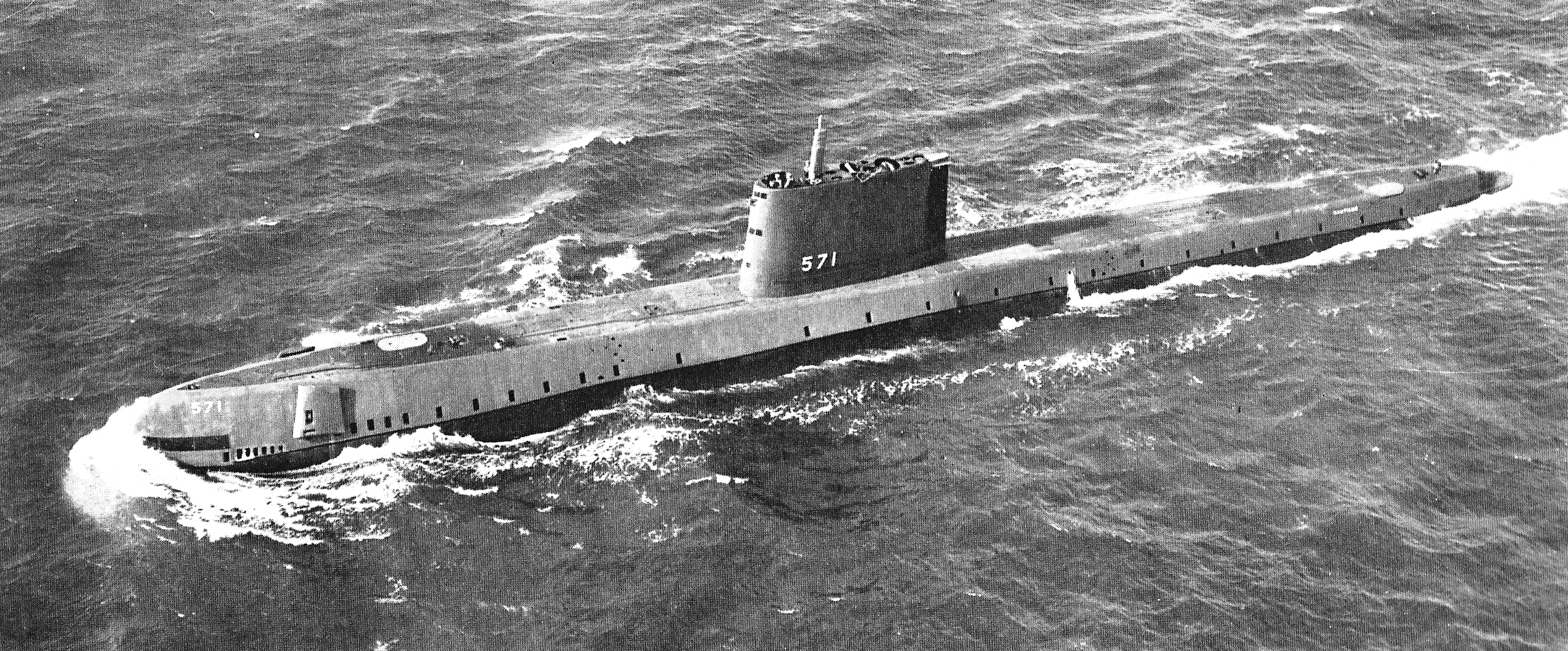
USS „Nautilus”

Po wejściu do służby w 1954 roku pierwszej na świecie jednostki pływającej napędzanej siłownią jądrową, USS „Nautilus” szybko dowiódł przewagi tego rodzaju napędu nad klasycznym napędem spalinowo-elektrycznym. W trakcie oznaczonych jako „Strikeback” ćwiczeń NATO we wrześniu 1957 roku, „Nautilus” prezentował sobą większe zagrożenie niż 21 pozostałych okrętów podwodnych napędzanych w sposób konwencjonalny. Pływając z prędkością 24 węzłów, zdołał wykonać symulowane ataki na szesnaście okrętów nawodnych – dwa krążowniki, jedną niezidentyfikowaną jednostkę ciężką, dwa tankowce, 2 statki transportowe oraz na dziewięć niszczycieli. Podobną skuteczność zaprezentował w trakcie brytyjskich ćwiczeń „Rum Tub”, stając w szranki z nowoczesnymi brytyjskimi siłami zwalczania okrętów podwodnych (ZOP). Do jesieni 1957 roku na „Nautilusa” przeprowadzono około pięć tysięcy pozorowanych ataków, z których, jak stwierdzono po weryfikacji danych, skuteczne były zaledwie trzy. „Nautilus” zademonstrował także potencjał okrętów podwodnych z napędem atomowym w roli eskortowej. W trakcie manewrów „Rum Tub”, SSN-571 wykrył i zaatakował okręt podwodny USS „Quillback” typu Tench, przygotowujący się do ataku na okręt ponad nim, a także wykrył i zaatakował brytyjski okręt HMS „Auriga” typu Amphion. Okazało się tym samym, że wprowadzenie do służby jednostek z napędem nuklearnym całkowicie zniweczyło postęp ostatniej dekady w zakresie zwalczania okrętów podwodnych, nie tylko z uwagi na trudności z odnalezieniem tego rodzaju okrętów (częściowo z uwagi na fakt iż nigdy nie używały chrap), lecz także z powodu braku torped, które mogłyby dogonić tak szybkie okręty. Dysponując bardzo dużą w tamtych czasach prędkością, okręty z napędem jądrowym mogły przerwać własny atak wobec kontrataku sił eskorty, uniknąć trafienia wystrzelonych w ich kierunku torped, po czym zaatakować ponownie bez konieczności ładowania akumulatorów. Prędkość i manewrowość okrętów z napędem tego rodzaju uczyniła niemal wszystkie istniejące nawodne siły eskortowe floty Stanów Zjednoczonych przestarzałymi. Kiedy w 1958 roku do służby we flocie radzieckiej wprowadzono pierwszą jednostkę podwodną z napędem jądrowym K-3 „Leninskij Komsomoł”, stało się oczywiste, że amerykańskie siły zwalczania okrętów podwodnych stanęły przed bardzo poważnym problemem. Jedynym remedium wydawała się w tym czasie budowa okrętów podwodnych dysponujących bardzo dużą prędkością podwodną, nawet jak na możliwości jednostek z napędem atomowym, które dzięki swej przewadze prędkości i manewrowości będą w stanie zniwelować zalety napędu jądrowego okrętów radzieckich.

### Raport Nobska
Marynarka amerykańska już jednak wcześniej zdawała sobie sprawę ze słabnących możliwości dotychczasowych sił ZOP (Anti Submarine Warfare – ASW). W 1955 roku nowy szef operacji morskich (Chief of Naval Operations – CNO), admirał Arleigh Burke, zlecił Narodowej Akademii Nauk przeprowadzenie studium ASW, którego zadaniem miało być określenie zagrożeń ze strony radzieckiej floty podwodnej w latach 1960–1970, na podstawie jej przewidywanego na te lata rozwoju. Panel naukowy i inżynieryjny w tej sprawie, z udziałem przedstawicieli akademii, wojskowych i cywilnych laboratoriów badawczych, stoczni oraz marynarki rozpoczął prace, z przerwami, od roku 1955 w posiadłości Nobska w pobliżu Woods Hole w stanie Massachusetts. Wśród 73 członków panelu byli tacy luminarze nauki, jak laureat nagrody Nobla z zakresu fizyki dr Isidor Rabi, czy współtwórca amerykańskiej bomby wodorowej dr Edward Teller. Przygotowany w 1956 roku przez członków panelu „Raport Nobska” stanowił syntetyczne ujęcie rysujących się w perspektywie spodziewanego rozwoju floty radzieckiej zagrożeń oraz zestaw proponowanych środków zaradczych. Sam zaś kryzys zwalczania okrętów podwodnych zyskał wkrótce miano „Kryzysu Nobska”. Raport stwierdzał, że Związek Radziecki będzie potrzebował co najmniej pięciu lat na wprowadzenie do służby nowych broni. Zauważał, iż jakkolwiek dotychczasowa flota radziecka ma generalnie charakter defensywny – głównie z uwagi na nie najlepszą lokalizację baz – w latach 60. z całą pewnością nastąpi jej intensywny rozrost.

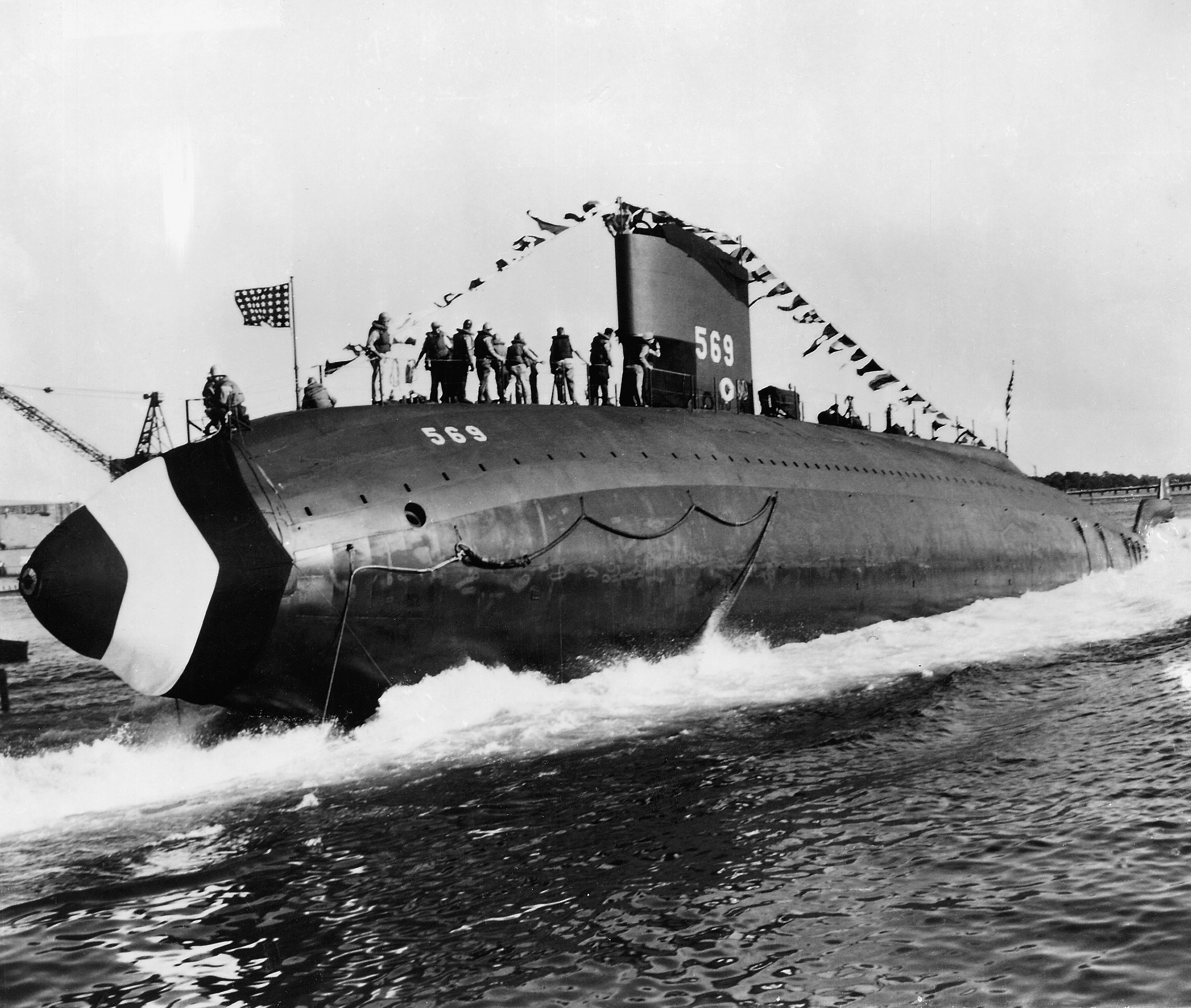
USS „Albacore” w trakcie wodowania – widoczny rewolucyjny w tamtym czasie kształt kadłuba

Autorzy raportu dowodzili, że Sowieci będą prawdopodobnie budować flotę złożoną z mieszanki drogich i hałaśliwych okrętów z napędem nuklearnym oraz tanich i cichszych okrętów podwodnych z napędem w cyklu zamkniętym. Uzbrojenie floty radzieckiej stanowić będą prawdopodobnie pociski rakietowe z głowicą nuklearną używane przeciwko okrętom, a także przeciwko amerykańskiemu wybrzeżu. W rzeczywistości ZSRR już w 1955 roku wprowadził do służby B-67 – pierwszy na świecie okręt podwodny przenoszący pociski balistyczne SLBM, o czym członkowie panelu Nobska – a prawdopodobnie także Office of Naval Inteligence (ONI) – nie wiedzieli. Problemy w przeciwdziałaniu operacjom radzieckiej floty podwodnej jawiły się tym większe, że nawet po ewentualnym wykryciu i zlokalizowaniu, prawdopodobnie żadna z torped nie będzie w stanie naprowadzać się na okręt podwodny przy prędkości 45 węzłów, niezbędnej do zwalczania przyszłych radzieckich jednostek rozwijających prędkość 30 węzłów. Jedynym wobec tego rozwiązaniem wydawały się nuklearne ładunki ZOP przenoszone przez torpedy oraz zrzucane z samolotów. Materiały rozszczepialne były jednak wówczas bardzo cenne, toteż użycie ich dla celów ZOP nie było kuszącą perspektywą. Specjaliści w zakresie hydrodynamiki twierdzili jednak, że opracowanie konwencjonalnych torped, które byłyby zdolne do samonaprowadzania się przy prędkości 45 węzłów jest realne, toteż podjęto prace w ramach programów RETORC (REsearch TORpedo Configuration) i RETORC II, które w późniejszym czasie doprowadziły do powstania współczesnych torped: lekkiej Mark 46 i ciężkiej Mark 48. Jako rozwiązanie tymczasowe rozpoczęto program rozwoju nuklearnej torpedy Mark 45 Astor. Prawdopodobnie dyskusja nad niewielką głowicą nuklearną o małej mocy dla torpedy zainspirowała dr Tellera do zaproponowania lekkiej głowicy strategicznej, będącej punktem wyjścia rozwoju głowic dla systemu rakietowego Polaris. Inną konkluzją raportu była teza, iż budowa dużej liczby okrętów podwodnych przenoszących pociski balistyczne z głowicami jądrowymi zmusi Związek Radziecki do wzmożenia wysiłków w zakresie zwalczania okrętów podwodnych, co zaangażuje jego siły podwodne w tym zakresie, a przez to zmniejszy możliwości ofensywne jego floty podwodnej – odciążając tym samym amerykański system ZOP. W każdym z wariantów rozwojowych przedstawionych przez raport szybkość i manewrowość okrętów jawiły się jako istotny czynnik wpływający na efektywność prowadzonych działań przeciwpodwodnych. Osobną kwestią było spojrzenie członków panelu Nobska na rozwój amerykańskiej floty podwodnej w zakresie okrętów myśliwskich. Panel postrzegał konstrukcje „Nautilusa” oraz „Albacore” wyłącznie jako platformy, które służyć mają budowie przyszłych typów okrętów. Nie jest jednak jasne, jaki wpływ miał raport panelu na decyzje marynarki w tym względzie. Wkrótce po jego powstaniu marynarka opracowała raport ukazujący, że większość propozycji panelu już jest opracowywana bądź wdrażana pod różnymi postaciami. Z drugiej jednak strony raport panelu Nobska stanowił unikalny zintegrowany obraz teraźniejszego systemu ZOP wraz z propozycjami optymalnych rozwiązań na przyszłość.

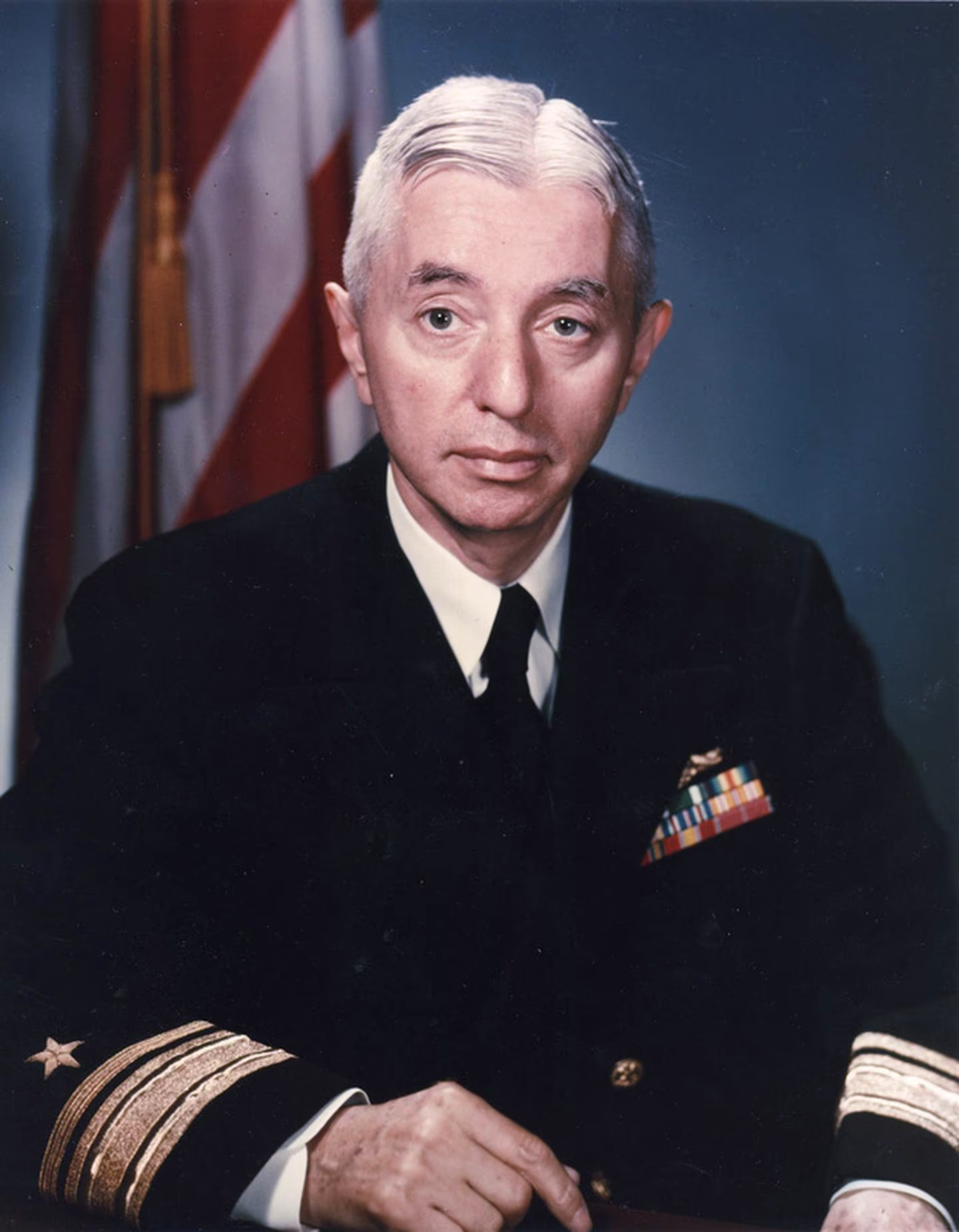
Hyman Rickover w stopniu kontradmirała

W czasie prac w Nobska dobrze rozwijał się zarządzany przez kapitana – późniejszego admirała – Hymana Rickovera program napędu jądrowego. Siłownie stosowane w „Nautilusie”, USS „Seawolf” oraz w jednostkach typu Skate, wyposażone były we wczesne reaktory S2W, S2G (LMFR), S3W i S4W. Jednakże już w tym samym czasie trwały intensywne prace nad pierwszą technologicznie dojrzałą konstrukcją reaktora, oznaczonego jako S5W, wyposażonego w rdzeń stanowiący kulminację rozwoju pierwszej generacji amerykańskich reaktorów napędowych. Wprawdzie późniejsze reaktory tego typu, instalowane w jednostkach typu Thresher i następnych, zapewniały możliwość dwukrotnie dłuższej pracy bez wymiany rdzenia, jednakże S5W z początkową wersją rdzenia zapewniał możliwość nieprzerwanej pracy przez 5500 godzin, co było wartością kilkukrotnie wyższą od możliwości w tym zakresie dotychczas stosowanych reaktorów. Reaktor S5W przez następne dziesięciolecia dowiódł zarówno poprawności założeń, jak i swojej bardzo dobrej konstrukcji. W latach pięćdziesiątych natomiast stał się atrakcyjną opcją napędu dla przyszłych szybkich okrętów podwodnych. O pozyskanie technologii tego reaktora starała się brytyjska marynarka wojenna, która wykorzystała ją przy budowie swojego pierwszego okrętu z napędem atomowym HMS „Dreadnought”, a także Holenderska Królewska Marynarka Wojenna. Zainteresowana nabyciem całego okrętu napędzanego tym reaktorem była nawet kanadyjska marynarka wojenna. W tych dwóch ostatnich przypadkach na przeszkodzie zakupom stanęła zmiana spojrzenia Hymana Rickovera i całego dowództwa technicznego US Navy na konieczność zachowania tajemnicy w zakresie technologii nuklearnych. Hyman Rickover uważał bowiem dotychczas, że nie jest możliwe utrzymanie tajemnicy w tym zakresie. Poglądy Rickovera uległy jednak zmianie po jego wizycie na pokładzie radzieckiego lodołamacza „Lenin” – szczegóły budowy jego siłowni jądrowej bowiem przeraziły go. Uważał odtąd, że warto utrzymywać technologie napędu jądrowego w ścisłej tajemnicy.
W listopadzie 1954 roku Biuro Okrętów US Navy (Bureau of Ships – BuShips) opracowało zestaw opcji nowych okrętów myśliwskich opartych na konstrukcji USS „Albacore”. Stocznia Electric Boat przygotowała projekt następcy okrętów typu Tang, USS „Darter”. W tym samym czasie Portsmouth Naval Shipyard, która skonstruowała i zbudowała USS „Albacore”, zaproponowała jego bojowy wariant, którego projekt został zaakceptowany przez BuShips, co pozwoliło stoczni przystąpić do budowy USS „Barbel”. Okręt ten, zachowując cechy kadłuba „Albacore” był od niego znacząco większy, napędzany zaś był trzema silnikami diesla oraz dwoma relatywnie niewielkimi silnikami elektrycznymi. Budowa „Dartera” została ukończona w 1956 roku, zaś „Barbela” w roku 1959, jednakże już w roku 1956 admirał Arleigh Burke podjął decyzję, iż wszystkie budowane w przyszłości bojowe okręty podwodne będą miały napęd jądrowy. Pierwszymi seryjnie budowanymi okrętami z napędem jądrowym były jednostki typu Skate. Wyposażono je co prawda w siłownie z reaktorami S3W oraz S4W, jednakże w swej ogólnej koncepcji były to okręty tkwiące w epoce II wojny światowej. De facto, były to dwuśrubowe nuklearne odpowiedniki swoich poprzedników. Na domiar złego, żadna z dotychczasowych konstrukcji podwodnych nie osiągała prędkości, jakich amerykańska marynarka oczekiwała w tym czasie. Wobec takiej sytuacji, w sierpniu 1955 roku, admirał Burke – nowy CNO – formalnie zdecydował o podwyższeniu prędkości wymaganej od nowych okrętów z napędem nuklearnym powyżej prędkości maksymalnej ustalonej dla „Nautilusa” (i nigdy przez niego nie osiągniętej). 13 września 1955 roku Burke dokonał rewizji ustalonych charakterystyk okrętów przewidzianych w planie budowy na rok budżetowy 1957. W efekcie zdecydował, że dwa okręty, których finansowanie budowy przewidziane jest na rok budżetowy 1956, będą kolejnymi okrętami typu Skate, jednak trzecia jednostka zostanie przeprojektowana i skierowana do budowy w roku 1957 jako okręt prototypowy nowego typu. Według tych założeń nowy okręt miał mieć większą średnicę, zwiększoną prędkość i nieco powiększone wymiary. W międzyczasie Biuro Okrętów oraz stocznia Electric Boat zaczęły zmierzać w kierunku konstrukcji okrętu stanowiącego połączenie napędu atomowego z kadłubem typu albacore. W październiku 1955 roku, sześć tygodni po złożeniu w Portsmouth zamówienia na „Barbel”, Electric Boat otrzymała od marynarki kontrakt na budowę USS „Skipjack”. Projekt wstępny nowego okrętu został zaakceptowany 1 marca 1956 roku, zaś kontrakt główny zawarty został 11 czerwca. W jego efekcie powstał projekt okrętu łączącego w sobie dotychczasowe osiągnięcia dwóch największych pól badawczych amerykańskiej marynarki w zakresie okrętownictwa – sfery badań nad napędem jądrowym oraz badań w zakresie hydrodynamiki obiektów zanurzonych w wodzie, oznaczony jako SCB-154.

## Budowa okrętów
W lipcu 1955 roku finansowy program budowy okrętów na rok budżetowy 1956 przewidywał budowę trzech jednostek napędzanych silnikami spalinowymi, według projektu SCB-150 (typ Barbel), trzech myśliwskich okrętów SSN (z napędem jądrowym) oraz dwóch okrętów rakietowych według projektu SCB-137. Mimo że plany dotyczące budowy okrętów SSN dotyczyły jednostek typu Skate, uwagi do memorandum z tego okresu opisywały jeden z nich jako jednostkę o zupełnie nowej konstrukcji, łączącej w sobie najlepsze cechy okrętów typu Skate i Barbel, co w praktyce oznaczało połączenie reaktora z wielopoziomowym kadłubem zastosowanym na USS „Albacore”, na dodatek w jednostkach w pełni przeznaczonych do działań operacyjnych. Ostatecznie, środki finansowe na pierwszy okręt nowego typu (SSN-585) zostały ujęte w państwowym budżecie Stanów Zjednoczonych na rok budżetowy 1956/57, następne jednostki (SSN-586 do 592) natomiast finansowano z budżetu państwa na rok finansowy 1957/58.

### Opóźnienie i zakończenie programu SCB-154

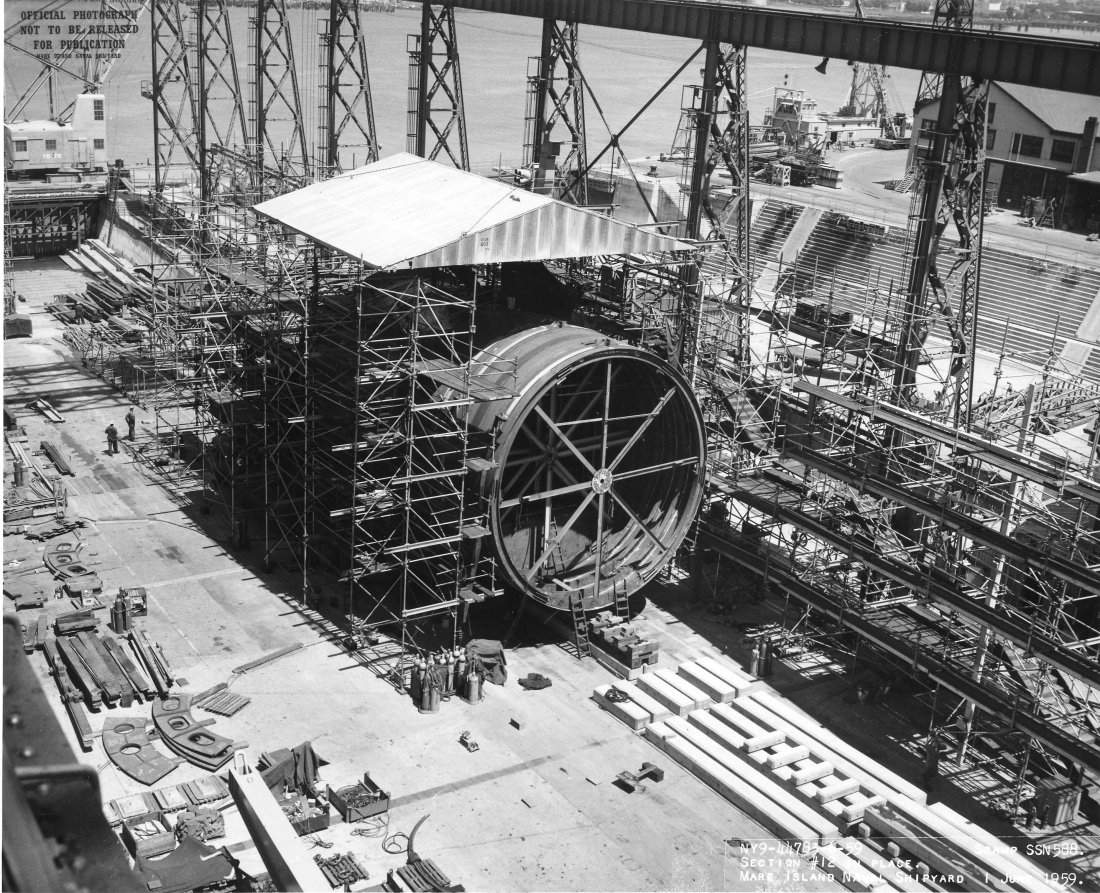
Sekcja nr 12 w trakcie budowy „Scamp” (SSN-588)

Rozpoczęcie budowy okrętów przenoszących pociski balistyczne zakłóciło proces budowy jednostek myśliwskich typu Skipjack. 1 grudnia 1957 roku rozpoczęto budowę oryginalnego USS „Scorpion” (SSN-589), jednakże już grudniu tego samego roku marynarka zmieniła kontrakt dotyczący tego okrętu i jednostkę, której budowę rozpoczęto już w stoczni Electric Boat przemianowano na „George Washington” (SSBN-598).
Już w trakcie trwania programu projektowego USS „Skipjack”, USS „Nautilus” dokonał przejścia nad antenami atlantyckiego systemu sonarowego Sound Surveillance System (SOSUS). Podczas tego rejsu okazało się, że system napędowy „Nautilusa” wytwarza dużą ilość hałasu, z łatwością wykrywanego przez SOSUS. Natychmiast przeprowadzone prace studialne wykazały, iż system napędowy pierwszego okrętu typu Skipjack nie może być już w znacznym stopniu zmieniony, Biuro Szefa Operacji Morskich (Office of the Chief of Naval Operations – OpNav) zdecydowało natomiast, że kolejne okręty tego typu muszą jednak zostać znacznie bardziej wyciszone. W okręcie prototypowym typu dokonano wobec tego jedynie stosunkowo niewielkiej zmiany, polegającej na zmniejszeniu liczby zaworów zbiorników balastowych, co ograniczyło nieco prędkość zanurzenia, jednakże dla atomowych okrętów podwodnych – spędzających większość czasu pod wodą – cecha ta nie ma istotnego znaczenia. W późniejszych okrętach (SSN-588 – 592) zainstalowano wytwarzające mniej hałasu przekładnię oraz urządzenia pomocnicze, takie jak generatory. Przygotowywane nowe technologie wyciszania miały doczekać się zastosowania dopiero na okrętach kolejnej generacji typu Permit/Thresher.
Budowę następnych jednostek projektu SCB-154 wznowiono po upływie połowy roku (20 sierpnia 1958 r.), „położeniem stępki” pod powtórzony „Scorpion” (SSN-589), który jednak wszedł do służby później niż USS „Scamp”, którego budowę rozpoczęto 23 stycznia 1959 roku w Mare Island Naval Shipyard. Budowa także drugiego z tych okrętów uległa opóźnieniu, skutkiem skierowania pierwotnie przeznaczonych na jego budowę materiałów na produkcję USS „Patrick Henry”.
|                          | Stocznia      | Początek budowy  | Wodowanie            |
| ------------------------ | ------------- | ---------------- | -------------------- |
| USS „Skipjack” (SSN-585) | Electric Boat | 29 maja 1956     | 26 maja 1958         |
| USS „Scamp” (SSN-588)    | Mare Island   | 23 stycznia 1959 | 8 października 1960  |
| USS „Scorpion” (SSN-589) | Electric Boat | 20 sierpnia 1958 | 19 grudnia1959       |
| USS „Sculpin” (SSN-590)  | Ingalls       | 3 lutego 1958    | 31 marca 1960        |
| USS „Shark” (SSN-591)    | Newport News  | 24 lutego 1958   | 16 marca 1960        |
| USS „Snook” (SSN-592)    | Ingalls       | 7 kwietnia 1958  | 31 października 1960 |

Program finansowy budowy okrętów na rok budżetowy 1957 przewidywał początkowo sześć nuklearnych myśliwskich okrętów podwodnych – wszystkie planowane były jako Skipjacki. Z uwagi jednak na ograniczone zdolności produkcyjne stoczni, które oprócz okrętów myśliwskich budowały w tym czasie także strategiczne jednostki Polaris, zawarcie kontraktu na budowę ostatniej jednostki SSN zostało opóźnione. Opóźnienie to umożliwiło znaczne zmiany konstrukcyjne w szóstym okręcie tego budżetu, dzięki którym siódmy ogólnie Skipjack dysponować miał znacznie większymi możliwościami. Składały się na to ulepszenia w zakresie maksymalnej głębokości zanurzenia, nowy sferyczny sonar dziobowy z nowym przetwornikiem aktywnym (prawdopodobnie SQS-23) oraz nową anteną pasywną – lepiej dopasowaną do strumieniowego kadłuba niż BQR-2. Cały zmieniony system sonarowy dysponować miał znacznie większymi możliwościami niż system zastosowany na wcześniejszych jednostkach, w przypadku podsystemu pasywnego nowy system oferował aż o 75% większą efektywność niż wcześniejszy standard BQR-2B. W połączeniu z zaimplementowanymi do projektu znacznie lepszymi metodami wyciszania okrętu, nowa jednostka stanowiła zupełnie nową jakość. Na dodatek pojawiły się głosy, iż wyciszenie i znakomita efektywność sonaru są znacznie ważniejsze niż szybkość i manewrowość reprezentowane przez jednostki klasycznego typu Skipjack. W związku z powyższym, admirał Arleigh Burke opowiedział się za tym, aby siódmy zaplanowany okręt był pierwszą jednostką nowego typu okrętów, co zakończyło dalszą budowę jednostek typu Skipjack.

### Modyfikacja okrętówSkipjackdla celów strategicznych
Po objęciu w roku 1955 stanowiska szefa operacji morskich przez admirała Arleigha Burke’a, zmienił się niechętny dotychczas stosunek amerykańskiej marynarki wojennej do rakietowych systemów balistycznych na pokładach okrętów. US Navy uważała dostępne ówcześnie technologie napędu pocisków rakietowych na paliwo ciekłe za zbyt niebezpieczne na pokładach okrętów, celność pocisków za zbyt niewielką, aby te nadawały się do wykorzystania operacyjnego, dostępne głowice bojowe z ładunkami nuklearnymi zaś za zbyt ciężkie. Poprzednik admirała Burke’a na stanowisku szefa operacji morskich – admirał Robert Carney – nałożył nawet sankcje na oficerów marynarki promujących program balistyczny. Sytuację w tym zakresie zmieniły radzieckie poczynania w zakresie rozwoju lądowych i morskich rakietowych systemów jądrowych, które zmusiły Stany Zjednoczone do intensywnego rozwoju własnego rakietowego arsenału nuklearnego oraz postęp techniczny w zakresie rakietowych systemów napędowych na paliwo stałe i miniaturyzacji głowic nuklearnych. Ostatecznym czynnikiem, który przeważył szalę wewnętrznego sporu w amerykańskiej marynarce wojennej na temat zasadności wprowadzenia do użytku morskich rakietowych systemów jądrowych, było objęcie stanowiska CNO przez admirała Burke’a, dla którego – według jego biografa – wsparcie, wbrew opozycji w marynarce, najwyższego priorytetu programu balistycznego US Navy, było najbardziej znaczącą inicjatywą w trakcie pierwszego sprawowania przez niego tej funkcji (w latach 1955–1957).

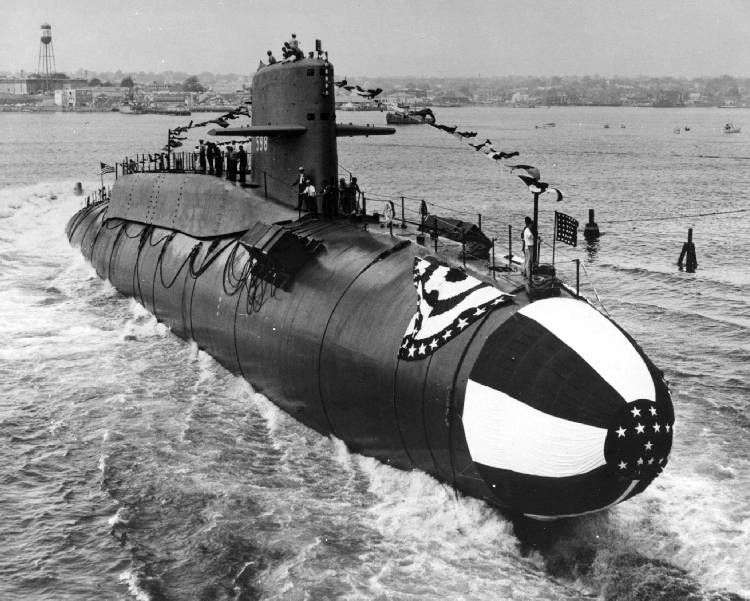
Wodowanie pierwszego okrętu typu George Washington – zmodyfikowanego typu Skipjack

Wkrótce po przystąpieniu przez US Navy do programu balistycznego, nadano mu najwyższy z możliwych państwowy priorytet – Brickbat1. Długofalowym celem programu było opracowanie skutecznego morskiego systemu odstraszania jądrowego, celem doraźnym zaś – jak najszybsze wyprowadzenie w morze systemu działającego. Stąd też doraźnie mniej liczyła się celność systemu rakietowego i jego zasięg, a jedynie sama zdolność do przeniesienia głowic jądrowych z morza w pobliże 232 celów na terytorium Związku Radzieckiego. 3 sierpnia 1957 roku Związek Radziecki przeprowadził test w locie pocisku ICBM R-7, co było pierwszym na świecie testem rakietowego pocisku dalekiego zasięgu. Kiedy dwa miesiące później – 4 października 1957 roku – ZSRR umieścił na orbicie Ziemi satelitę Sputnik 1, społeczeństwo amerykańskie zrozumiało, że terytorium USA jest w zasięgu uzbrojonych w głowice jądrowe radzieckich pocisków międzykontynentalnych. Spowodowało to, iż 23 października tego samego roku sekretarz marynarki Thomas Gates, zaproponował przyspieszenie trwającego już programu Polaris przez udostępnienie pierwszych pocisków już do grudnia 1959 roku, wraz z trzema okrętami podwodnymi do ich przenoszenia najdalej do połowy 1962 roku. Miesiąc później program został ponownie przyspieszony poprzez ograniczenie czasu na przygotowanie pocisku o mniejszym zasięgu do października 1960 roku. W grudniu 1957 roku, po wypełnieniu wstępnego terminarza przygotowania okrętów dla pocisków Polaris, terminarz programu balistycznego został ponownie zmieniony przez przyspieszenie oddania drugiego okrętu Polaris do marca roku 1960, zaś trzeciego do grudnia tego roku.
W celu umożliwienia budowy podwodnych nosicieli pocisków balistycznych w tak krótkim czasie, 31 grudnia 1957 roku US Navy zmieniła zamówienia dotyczące okrętów myśliwskich typu Skipjack, postanawiając przystosować ich projekt do przenoszenia przez okręty pocisków UGM-27A Polaris A-1 w wewnętrznych wyrzutniach pionowych. Celem pomieszczenia pocisków balistycznych, projekt SCB-180 okrętów Skipjack zmodyfikowano przez przedłużenie jednostek o 39,6 metra, w tym 13,7 m dla urządzeń specjalnej nawigacji oraz kontroli pocisków, 3 metry dla urządzeń pomocniczych oraz 22,9 m dla dwóch rzędów (po osiem w każdym) szybów startowych. Tak zmieniony projekt otrzymał oznaczenie SCB-180A. Wybór liczby 16 szybów startowych dla jednego okrętu był wynikiem sondy przeprowadzonej wśród członków zespołu SPO i wyciągnięcia średniej z ich rekomendacji Znacznie większe niż oryginalny typ Skipjack okręty SSBN miały tę samą siłownię, co czyniło je okrętami wolniejszymi, niż okręty pierwowzoru. Pierwszy okręt SSBN, USS „George Washington”, powstał z połączenia elementów okrętu „Scorpion” (SSN-589), którego stępkę położono 1 listopada 1957 roku oraz „Skipjack”. W celu budowy USS „George Washington”, dokonano ponownego zamówienia, tym razem na okręt według zmodyfikowanego projektu Skipjack, oznaczony pierwotnie jako SSGN(FBN)-588, który w systematyce US Navy oznaczano od tej pory jako odrębny typ okrętu – George Washington. W związku z budową okrętów nowego typu, z uwagi na moce produkcyjne stoczni oraz zaopatrzenie w materiały i urządzenia, produkcja wszystkich innych jednostek – zwłaszcza okrętów myśliwskich typu Skipjack i Thresher – została spowolniona bądź wstrzymana. Do lipca 1960 roku w produkcji było pięć jednostek typu George Washington, pięć ulepszonych okrętów typu Ethan Allen oraz cztery jednostki typu Lafayette. Okręty te dały początek rozwojowi programów kolejnych generacji amerykańskich nosicieli strategicznych pocisków rakietowych, biorących udział w amerykańsko-radzieckim wyścigu technologicznym w zakresie morskich systemów balistycznych.
Pierwszych pięć okrętów systemu rakietowego Polaris-Poseidon bazowało na konstrukcji typu Skipjack, z testową głębokością zanurzenia 213 metrów, z wyjątkiem pierwszego okrętu „George Washington”, którego przedział rakietowy nie został – jak kadłuby pozostałych jednostek – zbudowany ze stali HY-80, lecz z mniej wytrzymałej High-Tensile Steel (HT – o zwiększonej wytrzymałości na rozciąganie), skutkiem czego zanurzenie testowe tej jednostki wynosiło 183 metry.

## Konstrukcja

### Kadłub

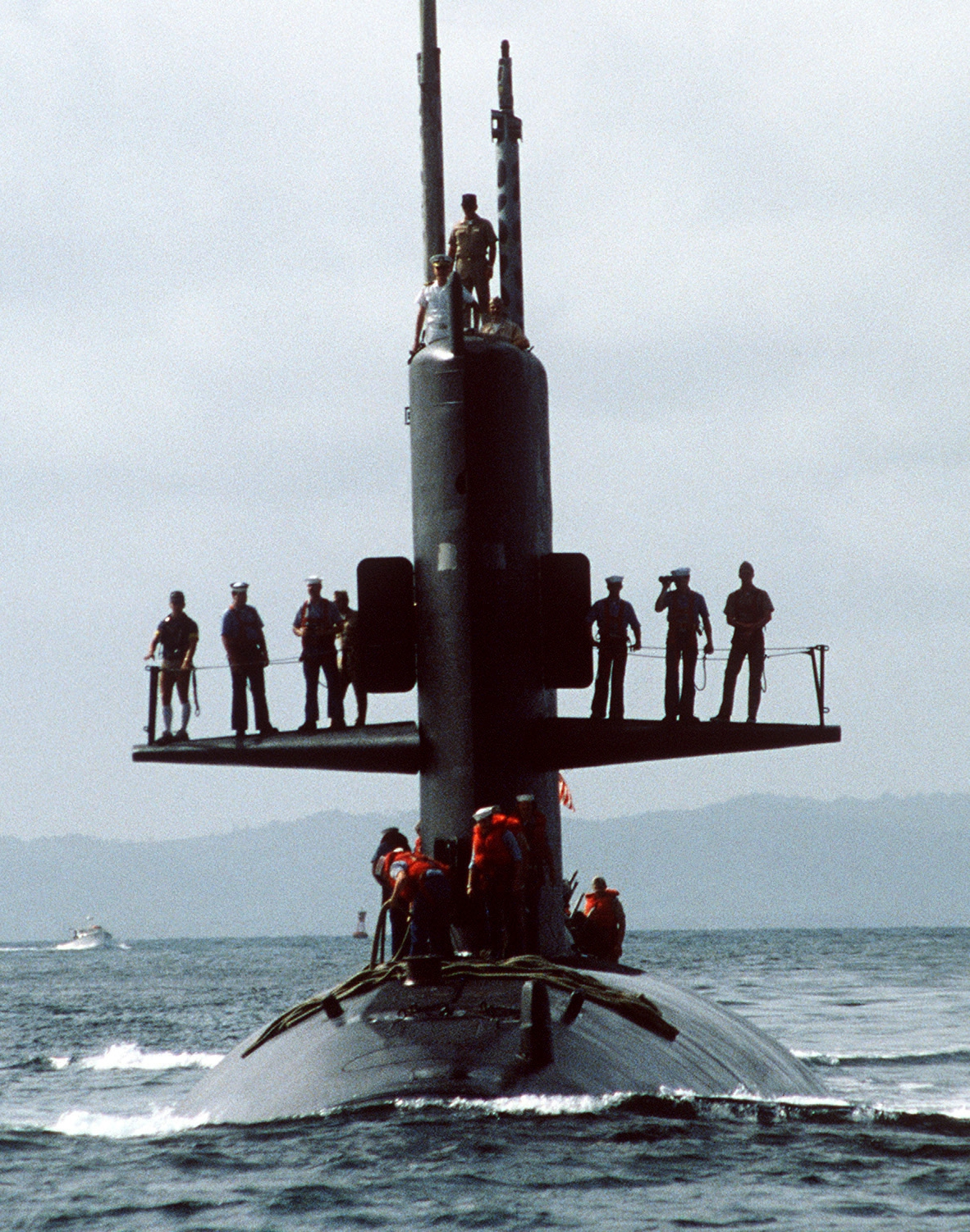
Umieszczone na kiosku stery głębokości, oraz zaokrąglony kadłub okrętu typu Skipjack w rzucie poprzecznym

Bardzo istotnym założeniem konstrukcyjnym nowych okrętów była wysoka prędkość, stąd też wyeliminowano powszechnie dotąd występującą wystającą kopułę sonaru oraz do minimum ograniczono płaską powierzchnię pokładu. Wyrzutnie torpedowe umieszczono w dwóch poziomych – zamiast pionowych – rzędach z sonarem aktywnym AN/SQS-4 powyżej oraz pasywnym AN/BQR-2B poniżej nich.
„Skipjack” był okrętem większym o połowę niż „Barbel” pod względem wyporności nawodnej. Wymagania napędu nuklearnego spowodowały, iż był znacznie dłuższy, posiadał też większą średnicę. Podczas gdy „Barbel” miał płaski pokład, „Skipjack” otrzymał kadłub o rewolucyjnym wówczas zaokrąglonym w przekroju poprzecznym kształcie. Okręt ten wprowadził także inne rozwiązanie konstrukcyjne, które stało się standardem w późniejszych amerykańskich atomowych okrętach podwodnych – z dziobu na kiosk przeniesione zostały stery głębokości jednostki. Najważniejszą przyczyną tego zabiegu była potrzeba zmniejszenia poziomu szumu wywoływanego opływem wody, a także hałasów mechanizmów sterów w pobliżu dziobowych sonarów okrętu. Przeniesienie sterów bliżej środka wyporu hydrostatycznego powodowało zmniejszenie ich efektywności, jednakże częściowo zrekompensowano to przez zwiększenie wielkości powierzchni sterowych. Zabieg ten skutkował zwiększeniem oporów oraz poziomu szumów (aczkolwiek dalej od sonaru), redukcją manewrowości oraz umieszczeniem bardzo wysoko na okręcie ciężkiego mechanizmu poruszania sterów. Zwiększenie rozmiaru płaszczyzn sterowych oraz ich mechanizmów wymusiło zastosowanie większej i silniejszej struktury kiosku, co generalnie zwiększyło opory, poziom hałasów własnych oraz zaburzenia w przepływie wody do śruby. Wszystkie te mankamenty – w tym niektóre niezauważone nawet w owym czasie – uważane były za akceptowalne wobec korzyści płynących ze zwiększenia sprawności sonarów dziobowych. Ulokowanie sterów głębokości na kiosku uważano także za lepsze z punktu widzenia operacji na małych głębokościach, zapewniło też zupełnie nieoczekiwaną korzyść w postaci możliwości wolnej zmiany głębokości bez zmiany kąta trymu okrętu. Zauważyć przy tym należy, że umieszczenie niechowanych sterów na ścianach kiosku uniemożliwiało wynurzenie okrętu z przebiciem pokrywy lodowej, choć w późniejszym czasie rozwiązano ten problem.
Zastosowanie kadłuba typu albacore oznaczało w tym wypadku, iż „Skipjack” będzie okrętem jednokadłubowym na większej części długości, przez co stał się pierwszym atomowym okrętem myśliwskim (SSN) z taką konfiguracją. Pociągnęło to za sobą szereg konsekwencji:
- rezerwa wyporności hydrostatycznej została zredukowana z 25-35 procent we wcześniejszych amerykańskich atomowych okrętach podwodnych do 9–13% wyporności nawodnej,
- kadłub sztywny pozbawiony został ochrony przed uszkodzeniami powstałymi na skutek kolizji lub eksplozji, zapewnianej przez przestrzeń pomiędzy kadłubami sztywnym i zewnętrznym,
- zbiorniki balastowe zostały umieszczone przede wszystkim w sekcjach dziobowej i rufowej, co ograniczyło stabilność pionową okrętu oraz zwiększało naprężenia konstrukcji, przez co narażało je na uszkodzenia strukturalne i pęknięcia,
- ukształtowanie hydrodynamiczne kadłuba stało się bardziej kosztowne, w związku z koniecznością użycia płyt kadłuba sztywnego jako kadłuba zewnętrznego, zamiast lekkich płyt normalnego kadłuba zewnętrznego,
- liczba sekcji wodoszczelnych została zredukowana do pięciu (w „Skipjack”), a następnie do trzech w późniejszych okrętach, co zmniejszyło możliwość ratunku załogi w przypadku ciężkich wypadków zalania.

Kadłub okrętów typu Skipjack o stosunku długości do szerokości wynoszącym 8:1 mieścił cztery poziomy pokładów, zaś jego kształt oraz sprawność śruby zapewniały bardzo dobrą szybkość tych okrętów, która przewyższyła oczekiwania. „Skipjack” testował również nowy rodzaj stali użytej do budowy kadłuba – rozwijaną od późnych lat czterdziestych XX wieku stal HY-80. Materiał ten nie od razu wprawdzie zapewnił możliwość operowania na dużych głębokościach, jednakże był w tym zakresie bardzo obiecujący. Istotny był też bardzo szybki postęp, jaki dokonywał się w zakresie obróbki tej stali, jej wytwarzania, walcowania, nadawania właściwych kształtów i spawania. W latach 1951 i 1952 marynarka użyła HY-80 w płatach kadłuba sztywnego USS „Albacore”, płatach i ożebrowaniu hangaru przenoszącego pociski Regulus USS „Growler” oraz częściach strukturalnych lotniskowca USS „Forrestal”. Stały rozwój metod fabrykacji i spawania tego rodzaju materiału osiągnął w 1955 roku taki poziom, że US Navy zdecydowała się na użycie HY-80 we wszystkich nowo budowanych okrętach podwodnych. „Skipjack” był pierwszym okrętem, w którym zarówno płaty stali użyte do budowy kadłuba sztywnego, jak i jego ożebrowanie zostały wykonane z tego wytrzymalszego materiału. Ostatecznie koszt każdego kadłuba wyniósł około 45 milionów ówczesnych dolarów.

### System napędowy

#### Siłownia
Okręty typu Skipjack napędzane były siłownią z jednym wodno-ciśnieniowym reaktorem S5W o mocy cieplnej 78 MW przy użyciu uranu 235U. Jak każdy też okręt z napędem atomowym, „Skipjack” wyposażony też był w silnik elektryczny, który napędzając główny wał, umożliwiał powrót okrętu do bazy w przypadku awarii i wyłączenia reaktora. S5W był pierwszym amerykańskim reaktorem pracującym bezawaryjnie, został przy tym skonstruowany w zaskakująco krótkim czasie zaledwie kilku lat. We wrześniu 1955 roku Hyman Rickover upoważnił zarządzane przez Westinghouse Betis Atomic Power Laboratory do rozpoczęcia prac nad nowym reaktorem, zaś w październiku tego samego roku Departament Obrony oficjalnie zwrócił się do Komisji Energii Atomowej z wnioskiem o rozpoczęcie prac konstrukcyjnych nad siłownią. W efekcie w ciągu krótkiego okresu powstał reaktor, który przez następne dziesięciolecia stanowił filar floty podwodnej USA. Opierał się on na sprawdzonej technologii wcześniejszych reaktorów wodno-ciśnieniowych, z powodzeniem stosowanych dotychczas w US Navy (z wyjątkiem chłodzonego ciekłym sodem reaktora zastosowanego na USS „Seawolf”). S5W zapewniał 15 000 KM mocy na turbinach, jedynie nieco więcej niż opierająca się na reaktorze projektu S1W / S2W siłownia zainstalowana na „Nautilusie”. Reaktor ten był jednak znacznie bardziej sprawny od jednostki napędowej „Nautilusa”, a także łatwiejszy w obsłudze. Jednocześnie podobieństwo S5W do S1W/S2W powodowało, iż nie była konieczna budowa lądowego prototypu tej siłowni. Pierwsze reaktory tego typu zapewniały możliwość nieprzerwanej pracy przez 5500 godzin z pełną mocą, w późniejszych jednak reaktorach S5W zastosowano ulepszone rdzenie umożliwiające pracę bez wymiany paliwa przez 10 000 godzin.

1. Sonar, 2. Przedział torpedowy, 3. Okrętowe centrum zarządzania i sterowania, 4. Przedział reaktora, 5. Urządzenia pomocnicze, 6. Maszynownia.

Sukces tego reaktora spowodował, że zastosowano go nie tylko w jednostkach tego typu, lecz także w okrętach następnych typów Thresher/Permit i Sturgeon, a także w przenoszących pociski balistyczne strategicznych jednostkach typów George Washington, Ethan Allen i Lafayette wraz z podtypami tego ostatniego: James Madison i Benjamin Franklin.
Siłownię uzupełniały podwójne generatory pary, turbiny parowe oraz turbogeneratory elektryczne. Wirniki turbin napędowych w obudowach zostały przymocowane sztywno, turbiny zaś zostały przymocowane na stałe do kondensatorów pary, które z kolei zostały na stałe przymocowane do kadłuba. Jednostki typu Skipjack wyposażone zostały też w mechaniczny system uszczelnienia wału napędowego („The Syntron Seal”).
Okręty typu Skipjack były okrętami głośnymi, co było efektem kilku czynników, w tym zwłaszcza braku doświadczenia w konstruowaniu okrętów podwodnych z tym rodzajem napędu oraz szybkością podwodną jako pierwszoplanową cechą, której wymagano od tych okrętów. Głównymi źródłami hałasu okazały się:
- zespół napędowy wraz z urządzeniami pomocniczymi – zwłaszcza wymuszające cyrkulację płynu chłodzącego pompy, a także niezbalansowane elementy obrotowe, w tym przekładnie;
- śruba napędowa – wibracje płatów śruby spowodowane opływem wody oraz kawitacja;
- opływ hydrodynamiczny – opływ wody wokół kadłuba, kiosku oraz powierzchni kontrolnych (sterów) w trakcie ruchu okrętu w wodzie;
- przejściowe perturbacje – czasowe dźwięki tworzone przez ruch pokryw wyrzutni torpedowej, ruch powierzchni kontrolnych okrętu i inne dźwięki związane z funkcjonowaniem okrętu;
- załoga – członkowie załogi otwierający i zamykający luki i włazy, używający i upuszczający narzędzia itp.[17]

Znaczne wyciszenie tych okrętów nie było w praktyce możliwe, jak też stwierdził Dick Laning – pierwszy dowódca „Nautilusa” – uczynienie okrętów cichszymi jest większym wyzwaniem, niż skonstruowanie napędu jądrowego. Względy wyciszenia okrętów spowodowały, iż siłownia okrętu prototypowego typu Skipjack – przy tym samym reaktorze – różniła się w nieznacznym stopniu od siłowni kolejnych okrętów tego typu, które zostały nieco lepiej wyciszone.

#### Układ jednośrubowy
Spory w marynarce wywołała kwestia liczby śrub, które powinny napędzać nowy typ jednostek. Zgodnie z założeniami nowe okręty powinny mieć możliwość działań pod lodem, jednakże z faktu tego uczestnicy sporu wyciągali diametralnie różne wnioski. Hyman Rickover twierdził, iż działanie podlodowe wymaga dwóch śrub – co na wypadek awarii lub uszkodzenia jednej z nich umożliwi przetrwanie okrętu i powrót z patrolu. Odmienny pogląd prezentował szef projektów wstępnych Bureau of Ships, kapitan Donald Kern, według którego doświadczenia z wypadkiem USS „Seadragon”, który uległ kolizji z wielorybem prowadzą do wniosku, iż układ z podwójną śrubą nie zwiększa szansy przetrwania okrętu w razie uderzenia przez płaty śruby w pokrywę lodową – przeciwnie, jedna większa śruba jest w tym zakresie bezpieczniejsza. Jak stwierdził kapitan, w razie dostania się lodu między płaty jednej ze śrub, bardzo szybko ulegnie uszkodzeniu także druga śruba. Ostatecznie admirał Rickover dał za wygraną, zaznaczając jednak, że nie bierze na siebie odpowiedzialności za ewentualna utratę okrętu na skutek wyposażenia go jedynie w jedną śrubę. W konsekwencji aż do roku 1967 jedynie wczesne amerykańskie okręty podwodne z dwoma śrubami operowały pod arktycznym pakiem lodowym>. W celu zapewnienia amerykańskim okrętom podwodnym możliwości powrotu z patrolu po uszkodzeniu śruby ustalono, że okręty powinny zostać wyposażone w zapasowy napęd elektryczny z opuszczaną śrubą awaryjną. W rzeczywistości, hydrodynamika nie pozostawia żadnej alternatywy – napęd jednośrubowy jest bowiem znacznie sprawniejszy i przez to bardziej wydajny niż napęd dwuśrubowy, w którym dwie śruby nawzajem zakłócają opływ wody wokół siebie. Pewnym novum było zastosowanie także dodatkowego wysuwanego silnika o mocy 325 KM, którego zadaniem była pomoc przy manewrowaniu. Silnik ten mógł się odwracać w zakresie 360°, co znacznie ułatwiało manewrowanie okrętowi wyposażonemu w tylko jedną śrubę napędową. Zastosowanie jednej śruby umożliwić miało implementację w nowym typie okrętów technologii opracowanych na podstawie badań z doświadczalnym USS „Albacore”, nawet jedna śruba nie umożliwiła zastosowania wszystkich ulepszeń opracowanych w programie Albacore, niektóre z nich uważano bowiem za zbyt skomplikowane. W ten sposób „Skipjack” otrzymał kształt kropli i jeden wał napędzający pięciopłatową śrubę o średnicy 4,57 m, z konwencjonalnym jednak krzyżowym usterzeniem (zamontowanym jednakże przed śrubą). Zrezygnowano również między innymi z powłoki wyciszającej kadłuba oraz zastosowania polimerów. Przyjęta konfiguracja okrętów okazała się sukcesem z punktu widzenia osiągnięcia założeń – system napędowy z oryginalną pięciopłatową śrubą zapewniał im możliwość pływania w zanurzeniu z prędkością 33 węzłów, o 15 węzłów większą niż szybkość poprzedników – okrętów typu Skate. Skipjack charakteryzowały się jednak niewielkim poziomem wyciszenia, co zmieniło się dopiero po jakimś czasie, wraz z wprowadzeniem śrub siedmiopłatowych o mniejszej prędkości obrotowej. Zmniejszyło to siłę zjawiska kawitacji oraz poziom hałasu wytwarzanego przez wał napędowy, zmniejszając jednak również maksymalną prędkość.

### Uzbrojenie, układy kontroli ognia i sensory

Okrętowe centrum zarządzania i sterowania okrętów Skipjack:
1. Panel kontroli okrętu, 2. Panel sterowania i kontroli balastem, 3. Centrum ESM, 4. Stanowisko peryskopów, 5. Stół nawigacyjny, 6. Panel systemu kontroli ognia, 7. Właz do mostka.
A – Operator balastu (Chief of the Watch), B – Oficer zanurzenia, C – Operator sterów rufowych, D – Operator sterów na kiosku, E – Dowódca zmiany, dowodzący okrętem, F – Nawigator.

Jednostki typu Skipjack otrzymały sześć hydraulicznych wyrzutni torpedowych Mark 59 kalibru 533 mm na dziobie okrętu oraz możliwość zabierania 18 torped zapasu, co łącznie dawało możliwość przenoszenia 24 torped. Zastosowanie do napędu okrętu jednej śruby wykluczyło natomiast instalację rufowych wyrzutni torpedowych. W latach służby operacyjnej przenoszone przez te jednostki typy torped ulegały zmianie. Początkowo na ich wyposażeniu znajdowały się torpedy Mk 14 i Mk 16 oraz dwie torpedy Mk 45 Astor z głowicą jądrową o mocy 11 kt, wszystkie jednak zostały w późniejszym okresie zastąpione przez Mk 48 z konwencjonalną głowicą, w której materiał wybuchowy stanowił 292,5 kg PBXN-103 (ekwiwalent 544 kg TNT). Z uwagi na fakt, iż od nowych okrętów oczekiwano zdolności do wykonywania tak gwałtownych manewrów do jakich zdolny był „Albacore”, ich projekt musiał uwzględnić odpowiednio bezpieczny zasilany system przechowywania torped ponownego załadowania. Ze względów bezpieczeństwa bowiem, torpedy w każdym momencie musiały znajdować się pod ścisłą kontrolą. Poziome stelaże torped rozciągały się wzdłuż boków przedziału torpedowego, mieszcząc sześć jednostek broni gotowych do natychmiastowego użycia. Dodatkowe torpedy przechowywane były w stojakach poniżej stelaży, skąd w razie potrzeby podnoszone były w górę przez wciągnik wielokrążkowy, po wystrzeleniu pierwszych torped zapasu. Był to pierwszy taki system w amerykańskich okrętach podwodnych, który został później zastosowany w następnych typach jednostek.
Układ kontroli ognia Mark 101 (Mk 101) powstał na bazie rozwoju sensorów tego rodzaju jeszcze w czasie drugiej wojny światowej. Układ automatycznego śledzenia celów opracowany w Stanach Zjednoczonych na potrzeby sonaru JT i system dokładnego określania odległości za pomocą pojedynczego sygnału aktywnego zostały wykorzystane dla rozwoju systemu wstępnego szacowania kursu celów, ich prędkości oraz odległości. Uzyskane stąd dane zasilają system utrzymywania pozycji, w miejsce wcześniejszego układu szybkich przybliżeń. Celem dokonania wstępnych szacunków, Mk 101 dysponował układem dwóch analizatorów, używających pasywnego sposobu ustalania pozycji, z których każdy mógł przyjąć trzy zestawy danych. Mk 101 zdolny był do oszacowania, w jakim stopniu cel będzie podążał po trasie zakrzywionej. Dane z Mk 101 mogły być automatycznie przekazane do sekcji balistycznej układu, który wcelowywał torpedy, nakierowując je na cel przez odpowiednie ustawienie ich żyroskopów oraz zmianę tych ustawień w miarę ruchu celu lub postępującego zwiększania dokładności obliczeń. Zastosowany na jednostkach typu Skipjack sonar pasywny typu BQR-2B, był wersją rozwojową sonaru BQR-2, stanowiącego amerykańską wersję sonaru GHG (zastosowanego na niemieckich okrętach typu XXI). BQR-2 miał 48 pionowych czujników o długości 91,5 cm każdy, w około dwumetrowym okręgu pod kopułą o wysokości ok. 1,5 metra. Antena pracowała w zakresie częstotliwości 150 Hz do 15 kHz. O ile Niemcy używali GHG w sposób podobny do światła latarni morskiej przechodzącego od jednej strony do drugiej i z powrotem, o tyle w BQR-2 Amerykanie użyli komutatora o częstotliwości 5 do 9 kHz, przeszukującego obszar w sposób dookólny z prędkością 4 RPM. W unowocześnionej wersji sonaru: BQR-2B, dodano drugi komutator pracujący w zakresie częstotliwości 700 Hz do 1,4 kHz, zasilający danymi system zapisu namiarów bieżących (Bearing-time Recorder – BTR). Układ ten zapisywał na przesuwającej się taśmie papieru każdy odebrany sygnał, co pozwalało na prosty zapis ruchu celu, co było przydatne m.in. dla przewidywania jego przyszłej pozycji. Rolka papieru w systemie BTR obracała się z prędkością 1 lub 10 RPM, większa prędkość używana była do zapisu ruchu celów o silniejszym sygnale. Podobnie jak wszystkie wczesne amerykańskie okręty z napędem jądrowym, okręty typu Skipjack wyposażone były w komplet sonarowy składający się z jednej z odmian pasywnego sonaru BQR-2 oraz sonaru aktywnego SQS-4. Zestaw sensorów okrętów Skipjack uzupełniał pracujący w paśmie X radar nawigacyjny oraz poszukiwania obiektów na powierzchni morza AN/BPS-12 o mocy 75 kW i zasięgu około 73 km.

### Głębokość zanurzenia
Podobnie jak w napędzanym konwencjonalną siłownią „Barbel”, testowa głębokość zanurzenia wynosiła 700 stóp (215 m) z szacowanym współczynnikiem marginesu bezpieczeństwa wynoszącym 1,5, czyli 1050 stóp (320 m). Głębokość ta została jednak przekroczona w 1960 roku, w trakcie amerykańskiej demonstracji możliwości okrętu przeprowadzonej dla brytyjskiego Pierwszego Lorda Admiralicji sir Caspara Johna. Z sir Casparem oraz dwoma brytyjskimi oficerami marynarki pod pokładem, płynąc z prędkością 20 węzłów, „Skipjack” zanurzył się pod kątem 30° przekraczając dopuszczalną głębokość zanurzenia. Mimo pewnych trudności załoga okrętu była w stanie bezpiecznie wynurzyć okręt wypływając na powierzchnię. Sukces tej demonstracji przyczynił się do podjęcia przez Wielka Brytanię programu wykorzystania siłowni okrętów typu Skipjack z reaktorem S5W do budowy pierwszego brytyjskiego okrętu podwodnego z napędem jądrowym HMS „Dreadnought”. W rezultacie pierwszy brytyjski okręt podwodny z napędem atomowym był jednostką hybrydową, z brytyjskim dziobem okrętu i amerykańską rufą. Fizyczne połączenie tych dwóch elementów otrzymało nazwę „Check-Point Charlie”. Rząd Stanów Zjednoczonych wykonał w ten sposób znaczący gest, podkreślając specjalne stosunki łączące USA i Wielką Brytanię, oraz umożliwiając Royal Navy przejście na napęd nuklearny znacznie szybciej niż byłoby to możliwe w innym przypadku.

## Działalność operacyjna
Całkowity czas konstrukcji USS „Skipjack” – od momentu prezentacji przez Johna Sawyera Leonarda pierwszej koncepcji aż do testów morskich okrętu wyniósł 30 miesięcy. W trakcie zakończonych 10 maja 1959 roku testów, USS „Skipjack” pobił dotychczasowe rekordy maksymalnej prędkości podwodnej i osiągnięcia testowej głębokości zanurzenia już przy pierwszej próbie – mniej niż 24 godziny po opuszczeniu stoczniowego doku. Okazał się też być bardziej manewrowy niż się spodziewano.
|                          | Baza macierzysta | Przyjęcie do służby  | Wykreślenie z rejestru |
| ------------------------ | ---------------- | -------------------- | ---------------------- |
| USS „Skipjack” (SSN-585) | Norfolk          | 15 kwietnia 1959     | 19 kwietnia 1990       |
| USS „Scamp” (SSN-588)    | San Diego        | 5 czerwca 1961       | 30 września 1991       |
| USS „Scorpion” (SSN-589) | Norfolk          | 29 lipca 1960        | 22 maja 1968           |
| USS „Sculpin” (SSN-590)  | San Diego        | 1 czerwca 1961       | 3 sierpnia 1990        |
| USS „Shark” (SSN-591)    | Norfolk          | 9 lutego 1961        | 15 września 1990       |
| USS „Snook” (SSN-592)    | New London       | 24 października 1961 | 16 października 1986   |

Sześć okrętów typu Skipjack zostało przydzielonych flotom obu oceanów, przy czym bazą macierzystą USS „Skipjack”, „Scorpion” i „Shark” została Naval Station Norfolk na wschodnim wybrzeżu, USS „Snook” został formalnie przydzielony do Naval Submarine Base New London, zaś USS „Scamp” i „Sculpin” wyznaczono bazę Naval Submarine Base San Diego w Naval Base San Diego na zachodnim wybrzeżu. W sierpniu 1959 roku „Skipjack” jako pierwszy okręt z napędem atomowym przepłynął przez Cieśninę Gibraltarską i operował na Morzu Śródziemnym. W tym samym roku, wśród członków załogi przez sześć miesięcy znajdowała się grupa oficerów brytyjskich, przygotowująca się na jego pokładzie do obsługi pierwszej brytyjskiej jednostki z napędem nuklearnym, „Dreadnought” (S101), o bardzo podobnej budowie i takiej samej siłowni. „Skipjack” odbywał rutynowe działania operacyjne, ze szczególnym uwzględnieniem ćwiczeń i manewrów z zakresu ZOP, jak i działań o charakterze ofensywnym, których celem było m.in. sprawdzenie możliwości okrętów podwodnych z napędem jądrowym w tego rodzaju operacjach. Uczestniczył w tym czasie zarówno w operacjach amerykańskich, jak i w działaniach Sojuszu Północnoatlantyckiego na Atlantyku i Morzu Śródziemnym. USS „Scamp” prowadził rutynowe działania szkoleniowe na Pacyfiku, po czym w roku 1965 przeszedł modernizację w postaci zaimplementowania pakietu SUBSAFE. W związku ze wzrostem napięcia w południowo-wschodniej Azji, w roku 1967 prowadził patrole operacyjne w rejonie Wietnamu, zaś w roku 1972 w składzie VII Floty na Morzu Południowochińskim. Rok później, po remoncie w Puget Sound Naval Shipyard przeprowadził testy celności broni, po czym powrócił do San Diego. W 1973 roku udał się do amerykańskiej bazy w japońskiej Jokosuce, aby ponownie wejść w skład VII Floty, po czym jeszcze w tym samym roku powrócił do San Diego, skąd w dalszym ciągu operował. W lutym 1987 roku uczestniczył w akcji ratunkowej dziewiętnastoosobowej załogi filipińskiego frachtowca „Balsa 24”, który obrócił się do góry dnem w wyniku silnego sztormu na Atlantyku. „Scamp”, który po radiowym sygnale SOS pierwszy przybył na miejsce katastrofy, zdołał uratować życie jednemu rozbitkowi z tratwy ratunkowej, która zaraz po tym wywróciła się na silnej fali, wyrzucając do wody pozostałe cztery znajdujące się na niej osoby.

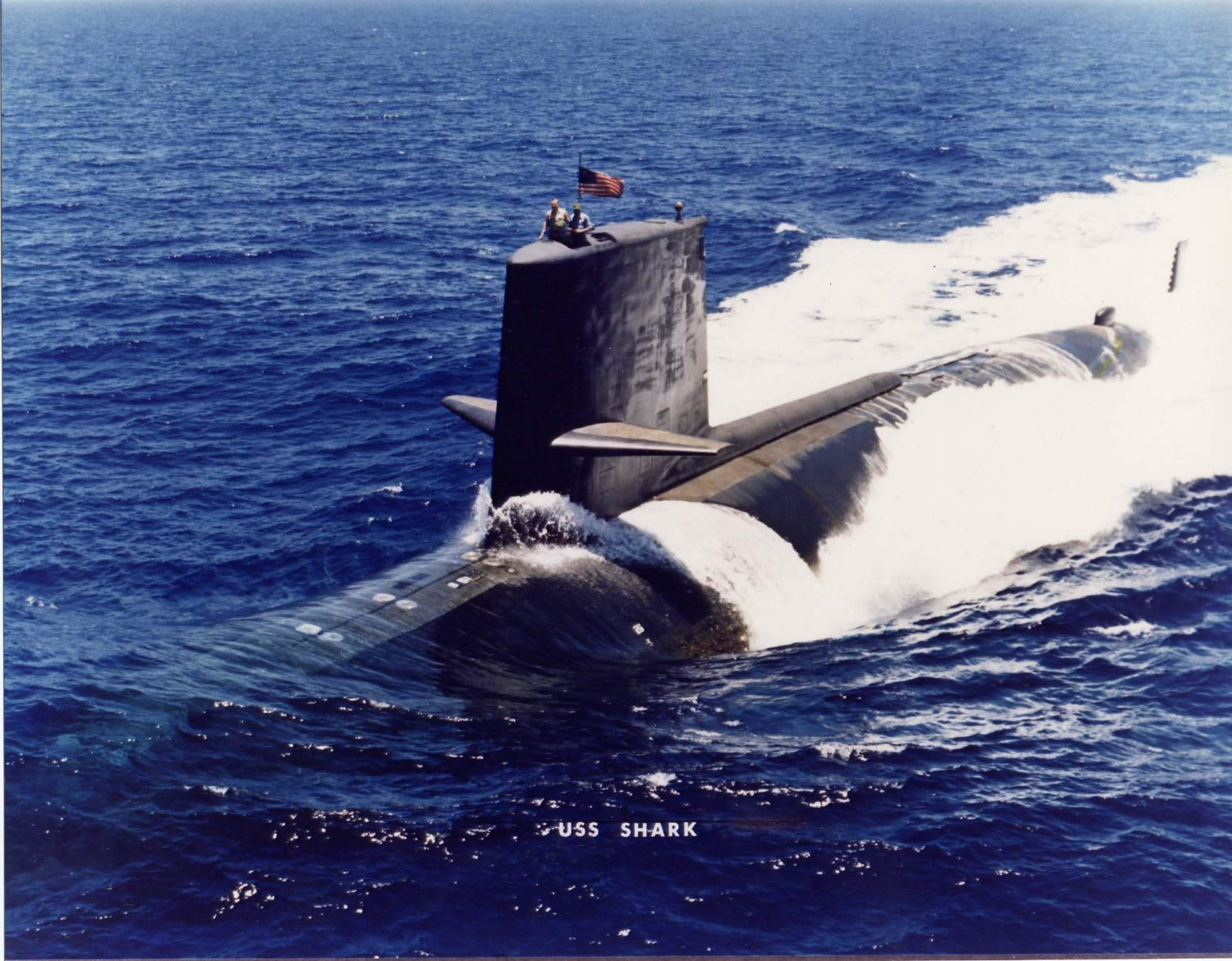
USS „Shark”

USS „Sculpin” operował w pobliżu zachodniego i wschodniego wybrzeża Pacyfiku. W trakcie służby ujawniły się problemy z systemem rur na okręcie, stąd w lutym 1964 roku jednostka musiała przerwać patrol i powrócić do San Diego celem dokonania niezbędnych napraw. 12 sierpnia 1961 roku „Shark” wypłynął na Morze Śródziemne, gdzie podjął operacje z VI Flotą, co było pierwszym takim zadaniem okrętu podwodnego z napędem nuklearnym. Od 7 sierpnia do 20 października 1962 roku uczestniczył w manewrach „Subfallex” na północnym Atlantyku, od marca 1964 roku zaś do 21 maja brał udział w manewrach „Subspringex”. 7 kwietnia 1965 roku „Shark” został przedstawiony do odznaczenia „Navy Unit Commendation” za wyróżniającą służbę od 5 kwietnia do 9 maja 1964 roku – okres w którym „osiągnął znakomite rezultaty o dużej wartości dla Stanów Zjednoczonych na polu zdolności do walki przeciwpodwodnej”. W lipcu tego roku jednostka doznała uszkodzenia systemu tlenowego, co wymagało napraw w Charleston, po czym udał się na wody w pobliżu Key West w archipelagu Florida Keys, gdzie przeprowadzał testy wyrzutni torpedowych oraz uczestniczył w programie rozwoju sterowanych przewodowo torped. Do stycznia 1967 roku, operując z Norfolk, prowadził indywidualne szkolenia załogi, a następnie (do 24 marca tego roku) operacje specjalne. 12 kwietnia 1967 roku został przedstawiony do swojego drugiego „Navy Unit Commendation”, za działalność w roku 1966, kiedy „wniósł duży wkład w wiedzę Stanów Zjednoczonych o walce przeciwpodwodnej”. 16 maja tego roku „Shark” zawinął do Halifax w Nowej Szkocji, co stanowiło pierwszą wizytę okrętu z napędem nuklearnym w kanadyjskim porcie. Po przeprowadzeniu wspólnych operacji ZOP z marynarką kanadyjską okręt powrócił do swojego portu macierzystego. Na początku lat 70. „Shark” ponownie operował w składzie VI Floty na Morzu Śródziemnym, a następnie prowadził z Norfolk patrole na Atlantyku. USS „Snook” po przyjęciu do służby został w 1962 roku wysłany na zachodni Pacyfik, gdzie do 1969 roku operował z przerwami w składzie VII Floty. W 1972 roku prowadził działania wspierające siły amerykańskie w Wietnamie. W czerwcu 1973 roku prowadził testy systemu sonarowego, a następnych miesiącach uczestniczył w ćwiczeniach „Comtuex”.

### Katastrofa „Scorpiona”
Z działalnością operacyjną USS „Scorpion” wiąże się druga pod względem liczby ofiar (po USS „Thresher”) katastrofa w historii floty podwodnej US Navy. Przyjęty do służby 29 lipca 1960 roku okręt został przydzielony do 6. Eskadry Okrętów Podwodnych 62. Dywizjonu pod dowództwem komandora Normana Bassaca w New London. W sierpniu tego roku „Scorpion” rozpoczął dwumiesięczne operacje na wodach europejskich, gdzie uczestniczył w manewrach VI Floty i flot pozostałych państw NATO. Po powrocie do Stanów Zjednoczonych, operując z New London, a następnie z bazy w Norfolk, okręt uczestniczył w procesie opracowywania taktyki prowadzenia działań podwodnych przez atomowe okręty tej klasy. Występując w obu rolach – okrętu „polującego” oraz okrętu, przeciwko któremu prowadzone są działania ZOP, uczestniczył w ćwiczeniach wzdłuż całego wschodniego wybrzeża USA, w okolicach Bermudów oraz Portoryko. Wczesną wiosną, a następnie jesienią 1966 roku, „Scorpion” prowadził operacje specjalne, w związku z którymi jego dowódca został odznaczony Navy Commendation Medal, za „wybitne przywództwo, dalekowzroczność oraz umiejętności zawodowe”. Wyróżnienia „za wybitne osiągnięcia” otrzymali także inni oficerowie jednostki. 1 lutego 1967 roku rozpoczął się remont „Scorpiona” w Norfolk Naval Shipyard, po przejściu którego – 15 lutego 1968 roku – okręt rozpoczął patrol na Morzu Śródziemnym, gdzie do maja operował z VI Flotą, po czym udał się w drogę powrotną na zachód.

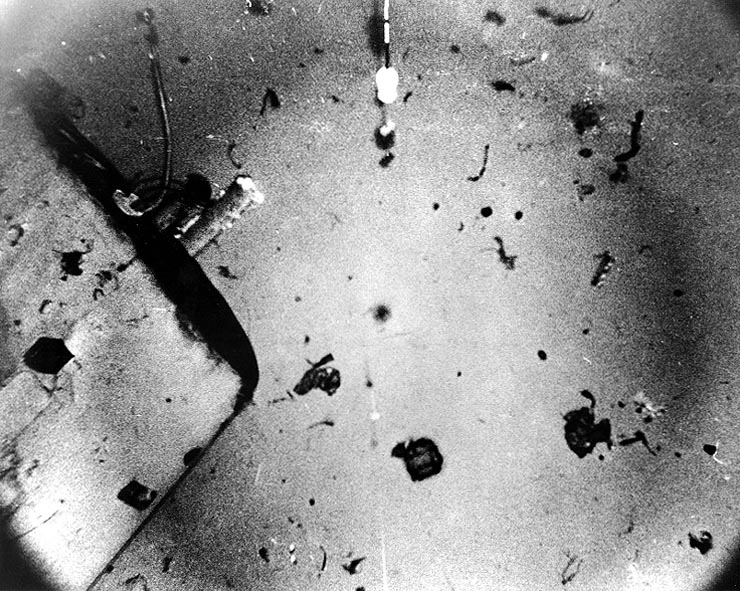
Kiosk USS „Scorpion” na dnie oceanu, wokół widoczne inne szczątki

21 maja 1968 roku „Scorpion” wysłał do dowództwa w Norfolk radiogram z informacją o swojej pozycji (około 50 mil na południe od Azorów). Sześć dni później okręt uznano za spóźniający się, w związku z czym podjęto akcję poszukiwawczą, 5 czerwca okręt i jego załogę uznano za „prawdopodobnie stracone”, zaś 30 czerwca okręt wykreślono z listy jednostek US Navy. Wrak jednostki został odnaleziony dopiero w październiku 1968 roku przez statek oceanograficzny floty USNS „Mizar” 400 mil (ok. 650 km) na południowy zachód od Azorów na głębokości 3600 metrów. W niewyjaśnionej do dziś katastrofie zginęło 12 oficerów i 87 pozostałych członków załogi. Bazując na wcześniejszych doświadczeniach z tego typu problemami oraz analizie dostępnych sygnałów akustycznych katastrofy, Marynarka doszła początkowo do wniosku, że najbardziej prawdopodobną przyczyną tragedii było wystrzelenie uzbrojonej torpedy, która uderzyła we własny okręt. Według odtajnionych w 1993 roku dokumentów teoria ta zakładała, iż torpeda z niewyjaśnionych przyczyn uzbroiła się wewnątrz okrętu, skutkiem czego załoga wystrzeliła ją – ta jednak zawróciła i zaatakowała okręt.
Po sześciu miesiącach poszukiwań okrętu, gdy odnaleziono jego wrak ok. 400 mil na południowy zachód od Azorów, badania wraku nie wykazały śladów zniszczeń poczynionych eksplozją torpedy. Także kolejne sześć miesięcy badań wraku za pomocą Trieste II nie potwierdziły teorii zniszczenia okrętu przez własną torpedę. Katastrofa ta wciąż wywołuje wiele spekulacji i wątpliwości, zwłaszcza wobec faktu, że część kadłuba okrętu nigdy nie została odnaleziona. W 1970 roku specjalny panel marynarki ukończył tajny raport sugerujący, iż przyczyną katastrofy mogła być mechaniczna awaria skutkująca niemożliwym do opanowania przeciekiem i zalaniem okrętu. Raport sugerował eksplozję baterii elektrycznej, która doprowadziła do zalania i zatonięcia okrętu. Wskazywał na znaczna liczbę zarejestrowanych sygnałów akustycznych charakterystycznych dla okrętu podwodnego na bardzo dużej głębokości – 10 000 stóp (3048 metrów), gdzie na kadłub działało ciśnienie 4477 psi – dużo więcej niż mógł wytrzymać, który jest właśnie zalewany. Raport wskazywał także, iż w czasie poprzedzającym feralny patrol okręt miał kilka nieusuniętych problemów technicznych, nienależycie funkcjonujące systemy bezpieczeństwa oraz przed swoim ostatnim zadaniem przeszedł jedynie skrócony remont.

## Podsumowanie
Celem zarówno radzieckiej, jak i amerykańskiej marynarki w drugiej połowie lat 50. stało się stworzenie jak najszybszych okrętów podwodnych. Powody tego dążenia w obu marynarkach były jednak odmienne. O ile podstawowym celem, któremu służyć miała wysoka prędkość podwodna amerykańskich okrętów w tym czasie, były wymogi zwalczania okrętów podwodnych, o tyle decydenci marynarki radzieckiej kierowali się przede wszystkim zdolnością swoich okrętów do zwalczania szybkich amerykańskich nawodnych grup uderzeniowych – w pierwszej kolejności lotniskowców. W konsekwencji jednostki typu Skipjack były znacznie bardziej manewrowe niż jakiekolwiek inne okręty podwodne tego czasu – z wyjątkiem USS „Albacore”, który jednak nie dorównywał tym okrętom pod względem autonomiczności. Kombinacja szybkości oraz manewrowości tych okrętów stworzyła jednostki o bardzo wysokiej wartości bojowej, których prędkość podwodna przewyższała szybkość także większości ówczesnych okrętów nawodnych. Flota amerykańska otrzymała jednostki szybsze od typu Skipjack dopiero niemal 20 lat później, wraz z wejściem do służby okrętów typu Los Angeles. Było to efektem dwóch podwodnych „rewolucji” – hydrodynamicznego zoptymalizowania kadłuba jednostek tej klasy dzięki eksperymentom przeprowadzonym za pomocą USS „Albacore” oraz wprowadzenia do użytku operacyjnego napędu jądrowego. Sześć jednostek typu Skipjack stanowiło początek amerykańskiej drogi do celu, jakim było osiągnięcie trzech cech określanych jako „święta trójca broni podwodnej”: prędkość, duża głębokość operacyjna, cisza. Późniejsza katastrofa „Threshera” oraz wprowadzenie do użytku torped Mark 48, na kilkadziesiąt lat zahamowały amerykańskie wysiłki w kierunku zwiększania głębokości operacyjnej. Jednocześnie okręty Skipjack były ostatnimi amerykańskimi okrętami typowo myśliwskimi, aż do wejścia do służby jednostek typu Seawolf. Wszystkie bowiem amerykańskie typy jednostek budowane między tymi dwoma seriami miały wielozadaniowy charakter.
Jednostki typu Skipjack były bardziej hałaśliwe niż amerykańskie okręty o napędzie diesel-elektrycznym z czasów II wojny światowej (jeden z byłych członków załóg jednostek tego typu, określił je jako „Maserati floty: małe, szybkie, głośne”), jednakże z całą pewnością stanowiły techniczny przełom. Połączenie bowiem – zapewniającego niezrównaną moc i niezależność od dostępu powietrza atmosferycznego – napędu jądrowego z hydrodynamicznie optymalnym kadłubem typu albacore, zapewniło operacyjną i taktyczną swobodę wykorzystania okrętów podwodnych. Duży poziom generowanego przez te okręty hałasu sprawił, że jednostki te nie zostały zbudowane w dużej liczbie, a US Navy już w trakcie trwania budowy jednostek tej serii rozpoczęła budowę ich następców, jednakże przełomowość ich konstrukcji spowodowała, iż w niektórych opisach tych jednostek uzyskały miano jednego z „kamieni milowych” broni podwodnej. Stanowiący trzon siłowni tych okrętów reaktor S5W stanowił pierwszy tak udany model amerykańskiego reaktora napędowego dla okrętów podwodnych, który prawdopodobnie nigdy nie uległ awarii w morzu, mimo że został zastosowany do napędu ponad 100 amerykańskich i brytyjskich okrętów różnych typów.
Oceniając okręty Skipjack, admirał Arleigh Burke określił je jako „niezrównana prędkość, wytrzymałość i podwodna manewrowość”. Jednostki te były jednak jednym ze znaków szybkiego tempa przechodzenia przez marynarkę amerykańską z jednego na drugi – znacznie nowocześniejszy typ okrętów. Zaledwie w 1957 roku wszedł do służby prototypowy okręt typu Skate – USS „Skate”, a rok później prototypowa jednostka typu Skipjack, aby już w tym samym 1958 roku rozpocząć budowę pierwszego okrętu nowocześniejszego typu Thresher – nieco wolniejszego, ale z możliwością zanurzenia na większą głębokość, lepiej umiejscowionym sonarem i znacznie cichszego. Amerykańska marynarka dostrzegała gwałtowny rozrost floty podwodnej Związku Radzieckiego, która w zakresie okrętów z napędem diesel-elektrycznym miała siłę większą niż Niemcy w trakcie drugiej wojny światowej. Gdyby ZSRR włożył tyle samo wysiłku w rozwój podwodnej floty nuklearnej, doprowadziłoby to do budowy okrętów w liczbie, która byłaby nie do osiągnięcia w USA. W tej sytuacji zachowanie technologicznej przewagi Stanów Zjednoczonych było niezbędne dla zrównoważenia spodziewanej ilościowej rozbudowy floty Związku Radzieckiego. Budowa jednostek typu Skipjack była krokiem w kierunku realizacji tego imperatywu.